# Bungenstockrücken
Bungenstockrücken ist ein Presseisrücken vor der Küste des westantarktischen Queen Elizabeth Lands. Er ragt im Filchner-Ronne-Schelfeis auf.
Wissenschaftler des Alfred-Wegener-Instituts benannten ihn nach dem deutschen Geologe und Geophysiker Herwald Bungenstock (1928–1998), der maßgeblich an der Wiederaufnahme der Meeres- und Polarforschung in Deutschland nach dem Zweiten Weltkrieg beteiligt war.